# (6355) Univermoscow
(6355) Univermoscow est un astéroïde de la ceinture principale.

## Description
(6355) Univermoscow est un astéroïde de la ceinture principale. Il fut découvert le 15 octobre 1969 à Nauchnyj par Lioudmila Tchernykh. Il présente une orbite caractérisée par un demi-grand axe de 3,20 UA, une excentricité de 0,08 et une inclinaison de 22,4° par rapport à l'écliptique.

## Compléments